# Manuel de Falla
Œuvres principales
- L'Amour sorcier
- Nuits dans les jardins d'Espagne
- Le Tricorne
- Concerto pour clavecin
- Siete canciones populares españolas
- El retablo de Maese Pedro
- La vida breve
- Fantasía Bética

Manuel de Falla (de son nom complet : Manuel María de los Dolores Clemente Ramón del Sagrado Corazón de Jesús Falla y Matheu) est un compositeur parmi les plus importants d'Espagne, né le 23 novembre 1876 à Cadix (Espagne), et mort le 14 novembre 1946, à Alta Gracia (Argentine).

## Biographie
Manuel de Falla commence l'étude du piano à huit ans avec des enseignants de province, avant de devenir, en 1890, élève de José Tragó, un pianiste de haut niveau. Il obtient un prix après avoir été, de 1896 à 1898, élève au Conservatoire royal de Madrid. En 1904, il écrit La vida breve (La Vie brève), sorte d'exercice pour achever sa courte formation à l'instrumentation avec Felipe Pedrell qui est l'initiateur du renouveau de la musique espagnole.
Se liant d'amitié avec Paul Dukas, il effectue un séjour en France (1907-1914) où il fait la connaissance de Claude Debussy, Maurice Ravel et Isaac Albéniz. Ces trois grands musiciens consacrés trouvent en lui « un grand compositeur plein d'esprit[réf. souhaitée] ». En 1908, ses Quatre Pièces espagnoles sont publiées à Paris et en 1910, ainsi que ses Trois Mélodies sur des textes de Théophile Gautier.

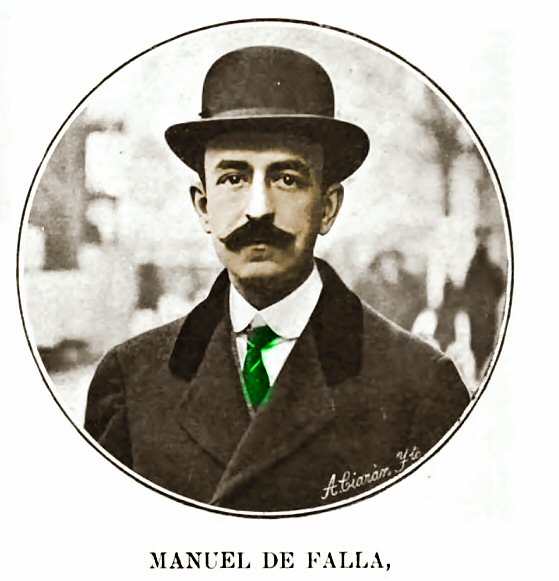
Manuel de Falla, ca. 1913.

La neutralité de l'Espagne lors de la Première Guerre mondiale revitalise la vie culturelle de la capitale espagnole, Madrid, et attire divers artistes internationaux, tels que Serge de Diaghilev et ses Ballets russes, qui font le tour du pays en 1916 et 1917. Falla prend contact avec Igor Stravinsky et Diaghilev et effectue deux voyages en leur compagnie et du danseur Léonide Massine en 1916, dans le sud du pays, et au cours de l'été 1917 pendant lequel, le 8 octobre, ils participent à Fuendetodos à l'inauguration d'un monument en hommage à Francisco de Goya. Avant la fin de l'année, il entame une nouvelle tournée dans le nord de l'Espagne dans laquelle il accompagne au piano la soprano Aga Lahowska.
Il revient en Espagne et prend part à Madrid de la tertulia de l'écrivaine basque Pilar de Zubiaurre. Il écrit la première version de sa musique de ballet L'Amour sorcier en 1915, puis celle du ballet Le Tricorne en 1917 qui est créé avec succès à Londres deux ans plus tard par les Ballets russes de Serge Diaghilev. 
On compte parmi ses autres œuvres majeures Nuits dans les jardins d'Espagne (1921), pour piano et orchestre ; La vida breve (La Vie brève), drame lyrique en deux actes, se déroulant à travers l'évocation des charmes de la ville de Grenade ; Le Retable de Maître Pierre (1922), opéra de chambre ; son Concerto pour clavecin et cinq instruments (1923-1926) dédié à Wanda Landowska : une des toutes premières œuvres modernes dédiées à cet instrument en cours de « résurrection ». Falla n'écrit plus après cette date que des œuvres de circonstance (Pour le tombeau de Paul Dukas pour piano seul, 1935) et se consacre à une cantate sur un poème de Jacint Verdaguer i Santaló, L'Atlantide (restée inachevée et terminée par Ernesto Halffter).
Toute sa musique, à des degrés différents, est marquée par le génie de son pays natal, l'Espagne, et basée, de manière plus ou moins reconnaissable, sur des thèmes folkloriques espagnols très habilement et admirablement repris, tant dans sa période parisienne que dans celle qui précède son séjour en Argentine.

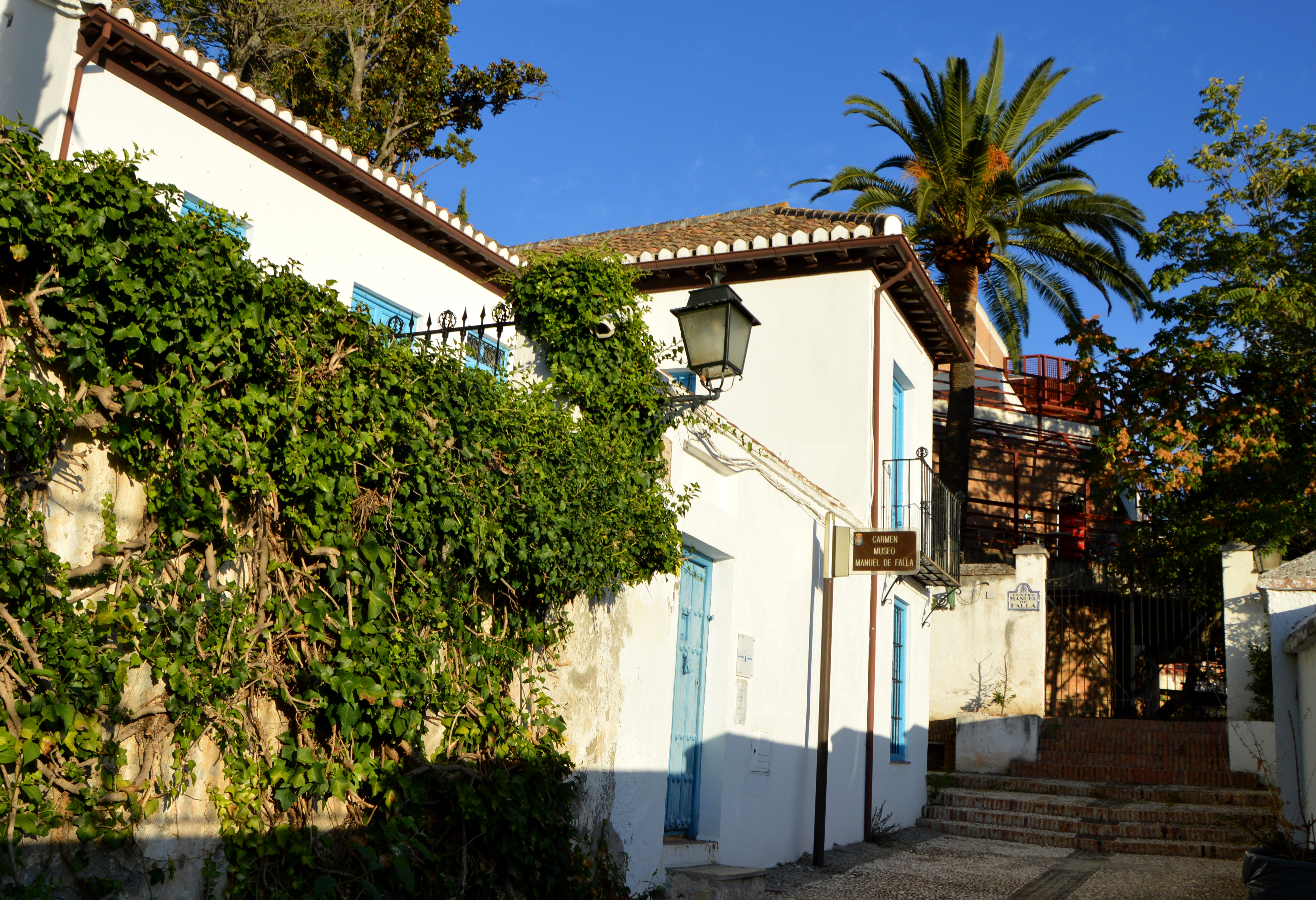
L'ancienne maison de Manuel de Falla à Grenade, désormais musée.

À partir de 1921, il réside à Grenade, où il organise un concours de Cante jondo les 13 et 14 juin 1922 en lien avec Federico García Lorca, qui écrit à cette occasion Poème du cante jondo. Sa maison, sur le flanc de la colline de l'Alhambra, est aujourd'hui la maison-musée Manuel de Falla. En 1931, au cours d'un ultime voyage à Londres où il dirige Le Retable de Maître Pierre pour une émission de la BBC, il envoie, le 14 mai, un mois après la proclamation de la Seconde République espagnole, une lettre publique au président, Niceto Alcalá-Zamora, et à son ami Fernando de los Ríos, ministre de la Justice, pour leur demander de prendre les mesures appropriées pour que cessent les incendies et le pillage des églises, et le processus de déchristianisation de l'Espagne engagé par les socialistes venus au pouvoir. Son prestige public est tel que, cette même année, il est nommé membre du Conseil National de Musique nouvellement créé.
Après la guerre civile en Espagne (1936-1939), Manuel de Falla part pour l'Argentine. Il y vivra, dans la nostalgie perpétuelle de son pays natal, jusqu'à sa mort, dans la sierra d'Alta Gracia.
Fervent catholique, sa dépouille mortelle a été solennellement transférée d'Argentine en Espagne, à Cadix, sa ville natale, où elle repose, par autorisation spéciale du pape Pie XII, dans la crypte de la cathédrale Santa Cruz.

## Œuvres
Musique de scène

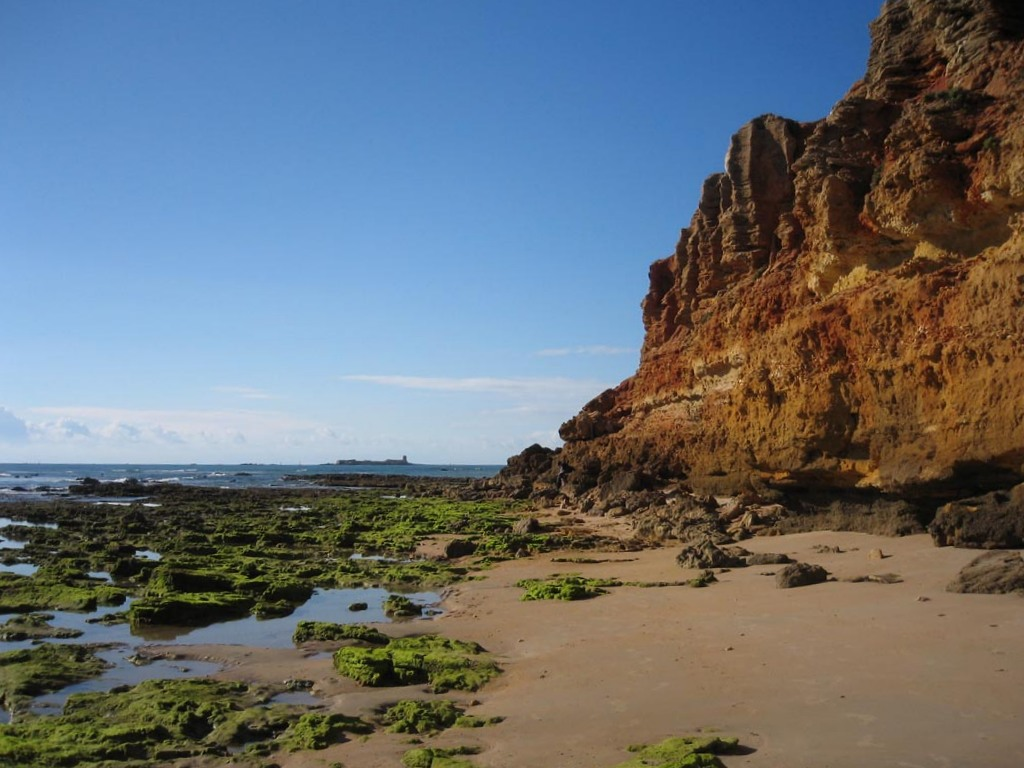
En décembre 1930, Manuel de Falla effectue un voyage à l'île de Sancti Petri alors qu'il travaille sur l’Atlántida.

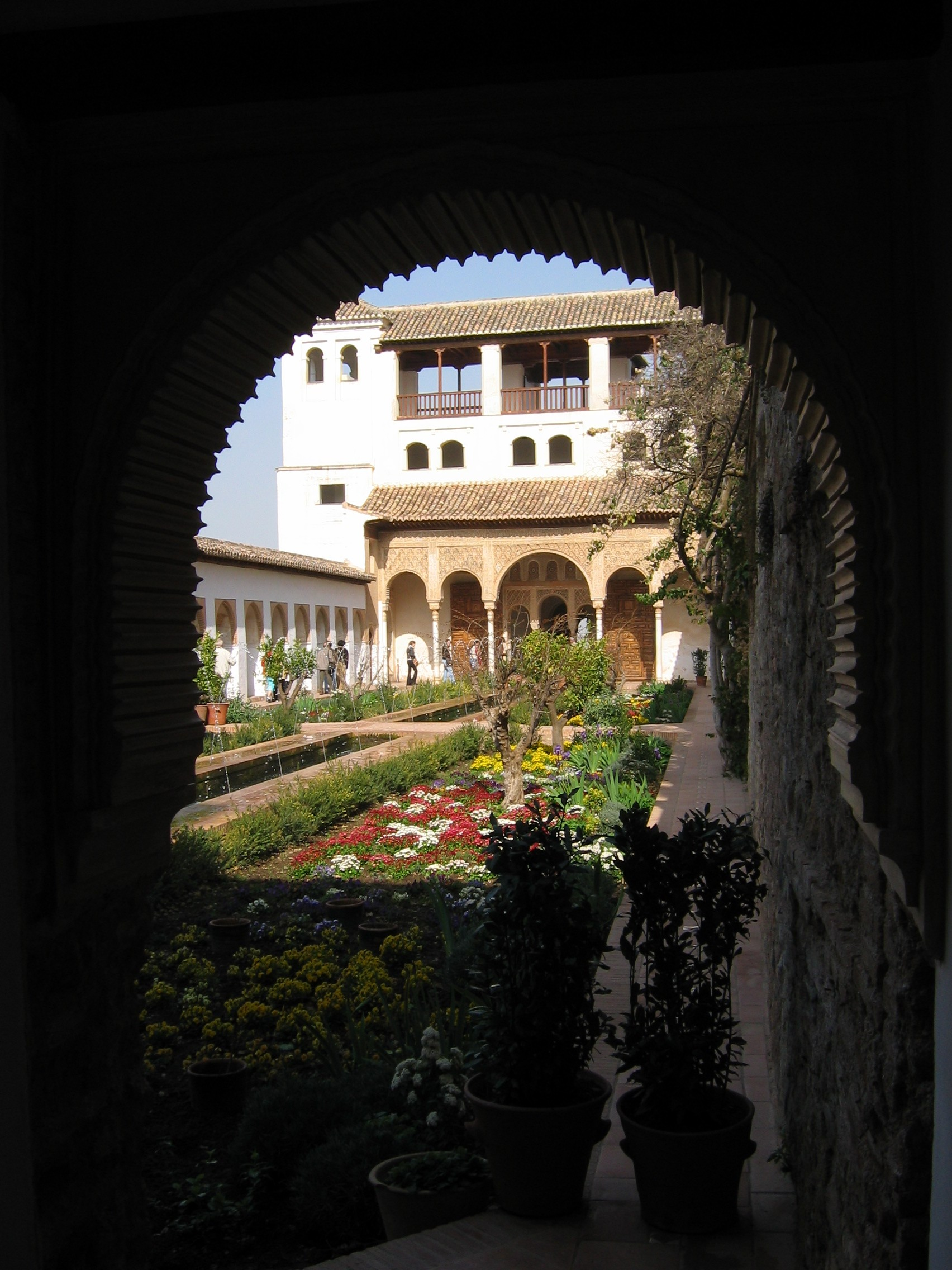
Les jardins du Palais du Generalife, Alhambra (Grenade).

- La casa de Tócame Roque. Zarzuela (1900)
- Limosna de amor. Zarzuela (1901)
- Los amores de la Iñes. Zarzuela (1902)
- El cornetin de órdenes. Zarzuela (1903, avec A. Vives)
- La cruz de Malta. Zarzuela (1903, avec A. Vives)
- La vida breve (La Vie brève). Drame lyrique (1904-05)
- El amor brujo (L'Amour sorcier). Ballet (1914-15)[7]
- Soleá. Musique de scène (1916)
- El sombrero de tres picos (Le Tricorne). Ballet (1919). Les pièces principales ont été extraites du ballet complet pour former deux suites pour ballet (quatre et trois mouvements).
- Fuego fatuo. Opéra comique d'après Chopin (1918-19)
- El retablo de Maese Pedro (Le théâtre de marionnettes de Maître Pierre).  Opéra (1922)
- Auto de los reyes magos, Musique de scène (1923)
- El gran teatro del mundo, Musique de scène (1927)
- La vuelta de Egipto, Musique de scène (1935)
- Atlántida, Cantata escénica (complété par Ernesto Halffter, 1927-1946)

Musique orchestrale
- Noches en los jardines de España (Nuits dans les jardins d'Espagne), Impressions symphoniques pour piano et orchestre (1911-15)
- Homenajes (Hommages), Suite pour orchestre (1920-39)

Mélodies
- Dos rimas (1899-1900)
- Preludios (1900)
- Tus ojillos negros (1902)

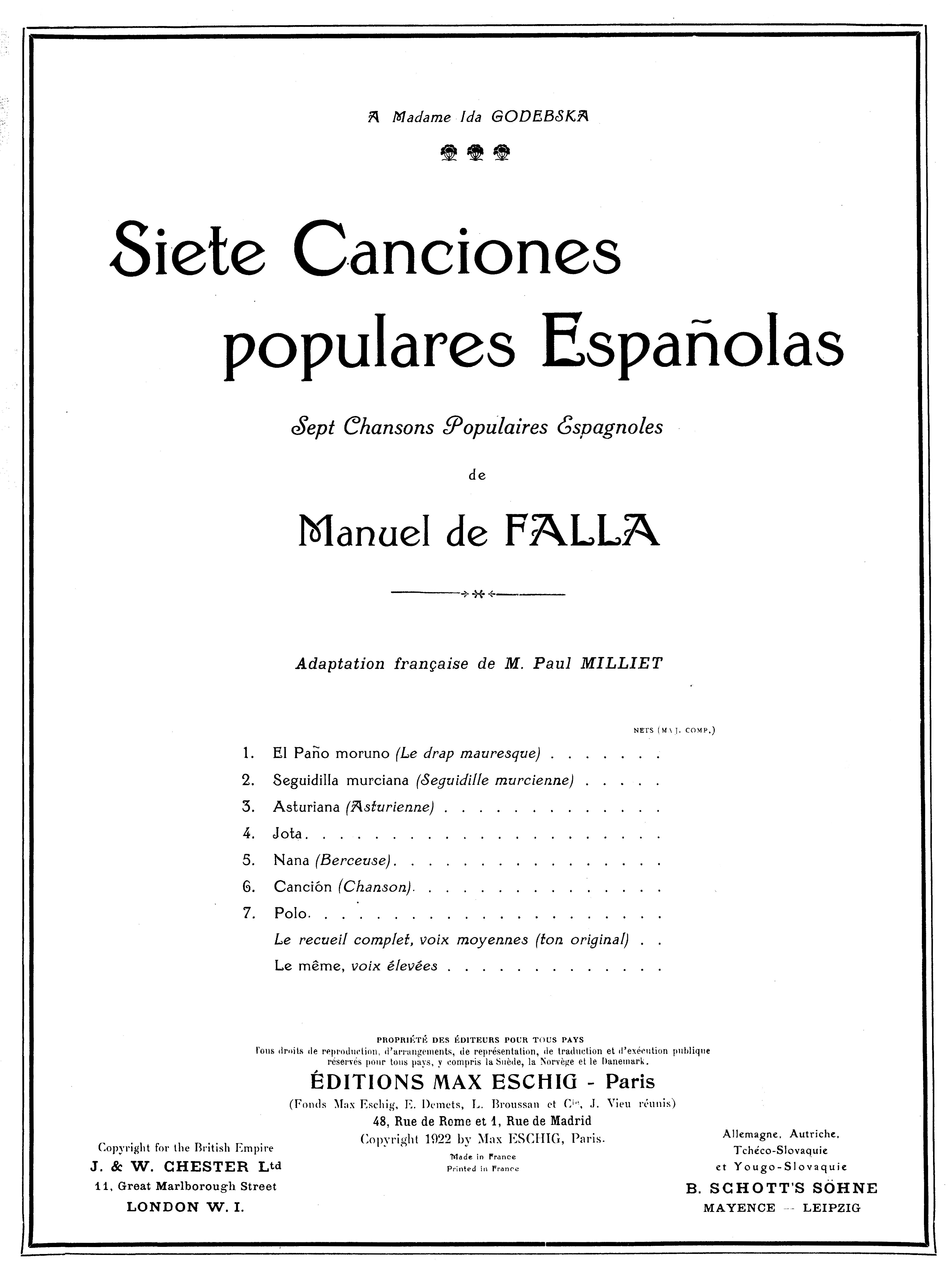
Page de titre de la partition.

- Trois mélodies (1909, poèmes de Théophile Gautier)
- Siete canciones populares españolas (1914-15)
- Oración de las madres que tienen a sus hijos en brazos (1914)
- El pan de ronda (1915)
- Soneto a Córdoba (1927)

Autres œuvres vocales
- Psyché pour voix, flûte, harpe et trio à cordes (1924)
- Invocatio ad individuam Trinitatem pour trois voix de femme (1928)
- Sinite parvulos pour trois voix d'enfants (1932)
- Balada de Mallorca d'après Chopin pour chœur (1933)
- Himno marcial d'après Pedrell (1937)

Musique de chambre
- Melodia pour violoncelle et piano (1897-99)
- Mireya pour flûte et quatuor pour piano (1899)
- Quatuor pour piano (1899)
- Romanza pour violoncelle et piano (1899)
- Serenata andaluza pour violon et clavier (1899)
- Homenaja pour le tombeau de Claude Debussy pour guitare (1920 ; orchestré dans Homenajes)
- Fanfare pour une fête pour deux trompettes, timbales et caisse claire (1921)
- Concerto pour clavecin et cinq instruments (1923-26)

Musique pour piano
- Nocturno (1899)
- Serenata andaluza (1899)
- Canción (1900)
- Vals-capricho (1900)
- Cortejo de gnomos (1901)
- Hoja de album (1902)
- Allegro de concierto (1903)
- Quatre pièces espagnoles : Aragonesa, Cubana, Montanesa, Andaluza (1902-08)
- Fantasía Bética (Fantaisie bétique) (1919)
- Canto de los remeros de Volga (1922)
- Pour le tombeau de Paul Dukas (1935 ; orchestré dans Homenajes)